# Tabun
Il Tabun è un agente chimico tipo gas nervino.

## Storia
La molecola venne scoperta dal chimico tedesco Gerhard Schrader nel 1936, come pesticida per l'azienda tedesca I.G. Farben (Leverkusen). Dal 1942 venne prodotto industrialmente e utilizzato dalla Wehrmacht in bombe e granate.

## Descrizione
In condizioni standard si trova allo stato liquido, è volatile, inodore e incolore. A causa di queste sue caratteristiche, è molto difficile da individuare senza adeguati strumenti.
Essendo molto semplice da produrre in gran quantità, le nazioni in via di sviluppo sovente iniziano i loro programmi di militarizzazione chimica e lo sviluppo di arsenali chimici con il Tabun. Questo gas è apparso per la prima volta in un conflitto durante la guerra Iran-Iraq, ove fu utilizzato per uccidere migliaia di soldati iraniani fino al 1988.
L'entità del danno causato da parte del gas dipende da diversi fattori quali temperatura, vento, pressione atmosferica, concentrazione e modalità con la quale si entra in contatto col gas. I sintomi di esposizione a piccole quantità di gas Tabun includono irritazione del tratto intestinale e naso che cola; esposizione a quantità maggiori producono crampi intestinali, vomito, irrigidimento del diaframma ed infine morte.
Il Tabun, come la maggior parte degli agenti nervini, inibisce l'enzima acetilcolinesterasi, che permette al neurotrasmettitore acetilcolina di legarsi al suo sito attivo. L'accumulo di acetilcolina causa crampi di entità crescente fino al collasso muscolare e la conseguente morte del soggetto.
In caso di esposizione al Tabun, è importante somministrare tempestivamente l'antidoto; dopodiché, la pelle della vittima deve essere lavata con una soluzione al 10% di carbonato di sodio e acqua saponata; gli occhi devono essere invece lavati con acqua pulita. È importante anche fare un'iniezione intramuscolare di farmaci atti a rilassare i muscoli per contrastare l'azione contrattile dell'acetilcolina.